# Шаруди, Паль
Паль Шаруди (венг. Pál Sarudi; 10 августа 1983, Сольнок) — венгерский гребец-каноист, выступает за сборную Венгрии с 2005 года. Двукратный чемпион мира, серебряный и бронзовый призёр чемпионатов Европы, победитель многих регат национального и международного значения.

## Биография
Паль Шаруди родился 10 августа 1983 года в городе Сольнок, медье Яс-Надькун-Сольнок. Активно заниматься греблей начал с раннего детства, проходил подготовку в местном каноэ-клубе под руководством тренера Аттилы Эрдоша.
Начинал спортивную карьеру как гребец-марафонец, в частности в 2003 году вместе с напарником Кристианом Токаром выиграл бронзовую медаль на марафонском чемпионате Европы в польском Гданьске. Тем не менее, вскоре после этого перешёл в спринтерскую греблю.
Первого серьёзного успеха в спринтерской гребле добился в 2005 году, когда в четвёрках на тысяче метрах получил бронзу на молодёжном чемпионате Европы в болгарском Пловдиве. Год спустя попал в основной состав венгерской национальной сборной и побывал на взрослом европейском первенстве, прошедшем в чешском Рачице, откуда привёз награду серебряного достоинства, выигранную в зачёте четырёхместных каноэ на дистанции 200 метров. Кроме того, в этом сезоне удостоился права защищать честь страны на домашнем чемпионате мира в Сегеде, где в той же дисциплине стал бронзовым призёром.
В 2007 году Шаруди взял бронзу на чемпионате Европы в испанской Понтеведре, а затем на мировом первенстве в немецком Дуйсбурге одержал победу сразу в двух дисциплинах: в четвёрках на двухстах и пятистах метрах. В следующем сезоне на первенстве континента в Милане добавил в послужной список две серебряные медали, полученные в программе четырёхместных экипажей на дистанциях 200 и 500 метров. На чемпионате Европы 2009 года в немецком Бранденбурге снова получил две серебряные награды, на сей раз в четвёрках на двухстах и тысяче метрах. Через год на европейском первенстве в испанской Корвере проявил себя в одиночной дисциплине, добившись бронзовой медали в километровой гонке.
На чемпионате Европы 2014 года в Бранденбурге завоевал серебряную медаль в километровых заездах четвёрок, тогда как на чемпионате мира в Москве показал в той же дисциплине третий результат. Год спустя на мировом первенстве в Милане вновь выиграл бронзовую награду в зачёте четырёхместных каноэ на дистанции 1000 метров.